# 韓国交通放送
韓国交通放送（略称:TBN）は、大韓民国の道路交通情報を専門に扱うFMラジオネットワークの名称である。

## 概説
秩序意識の涵養と交通文化定着、人間の尊厳性を尊重、郎らかな国民生活の道案内を謳い、道路交通公団が主体になって、広域市を中心にした地方交通放送局が1997年12月20日に開局された。
1997年光州と釜山交通放送が、1999年ソウル市新堂の本社を新築し、大田と大邱交通放送が放送を始め、2001年に江原道・仁川交通放送が、そして、2002年に全州交通放送が開局、2012年に蔚山交通放送が開局、2013年に昌原交通放送が開局、2014年に慶北・浦項交通放送が開局した、2016年に濟州交通放送が開局した。
2020年現在はソウルを除く、全国の主要11都市にネットワークを広げ、ニュース、教養、娯楽、気象、交通情報を提供する。FM放送は一日20時間。
尚、交通放送（TBS）とは別個の存在であり、交通放送はソウルを中心にした放送で、社屋がソウル市中区、南山のふもとに位置するのに対し、韓国交通放送はネットワークを主体とした放送で社屋はソウル市中区新堂洞に位置する。但し、ソウル特別市の郊外・仁川広域市で、当放送局の京仁局がソウル首都圏向けの放送をしているため、実質的に競合関係にある。

## 2020年現在のネットワーク
- 釜山交通放送 HLDN 094.9MHZ
- 光州交通放送 HLDM 097.3MHZ
- 大邱交通放送 HLDU 103.9MHZ
- 大田交通放送 HLDT 102.9MHZ
- 京仁交通放送 HLSU 100.5MHZ
- 江原交通放送 HLSV 105.9MHZ
- 全北交通放送 HLCM 102.5MHZ
- 蔚山交通放送 HLCV 104.1MHZ
- 慶南交通放送 HLEE 095.5MHZ
- 慶北交通放送 HLEF 103.5MHZ
- 済州交通放送 HLEH 105.5MHZ
- 忠北交通放送 HLEO 103.3MHZ